# Образование в Греции

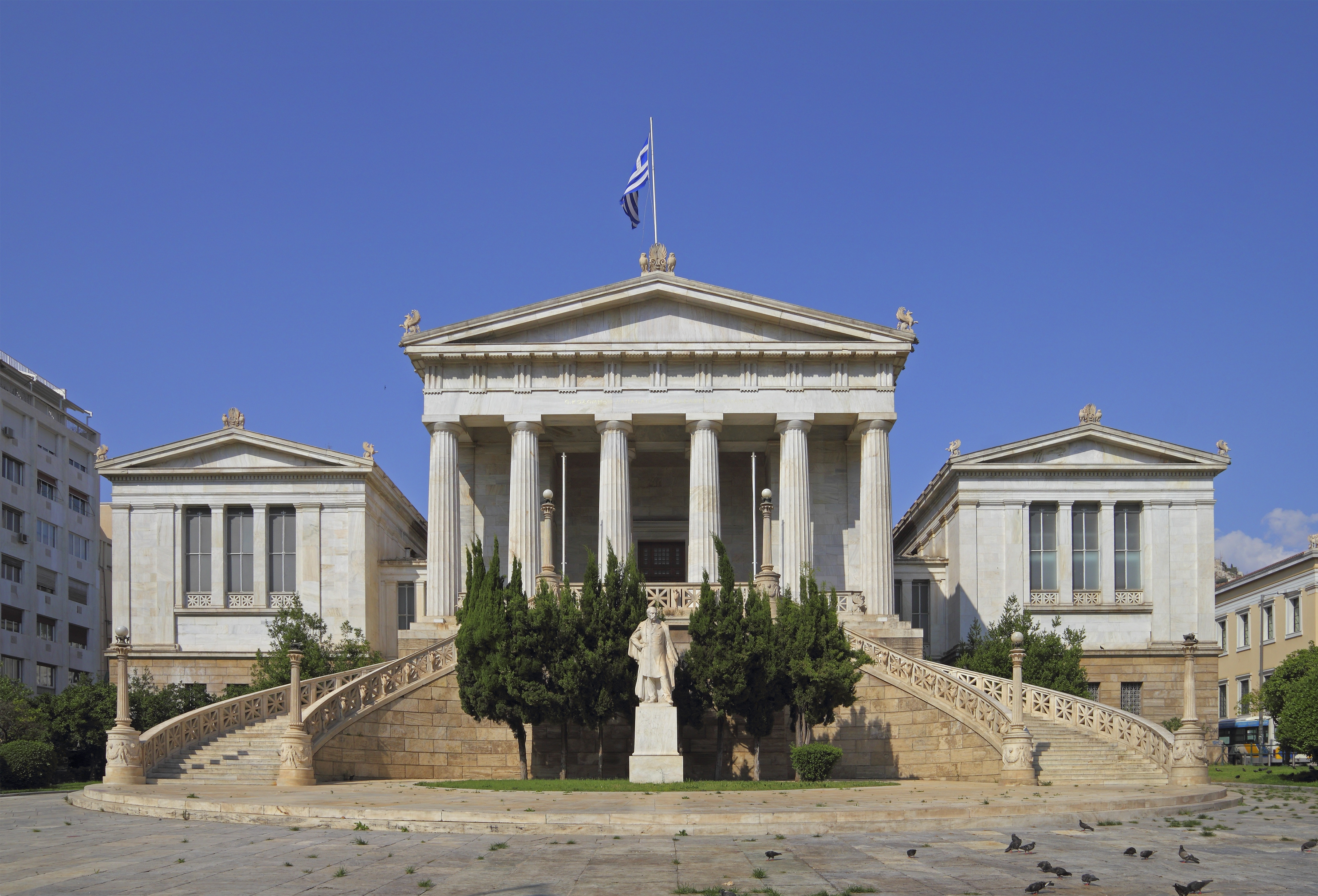
Здание Национальной библиотеки Греции

Образование в Греции является обязательным для всех детей в возрасте от 6 до 15 лет. Оно включает начальное (греч. Δημοτικό Σχολείο) — 6 классов, и неполное среднее (греч. Γυμνάσιο) — гимназия, 3 класса, образование. 
Существуют дошкольные учреждения: ясли-сады (греч. Παιδικός σταθμός) для детей от 2,5 лет, работающие отдельно или в составе детских садов (греч. Νηπιαγωγείο).

## Обучение в школе

### Основные предметы
- Новогреческий язык (7 часов в неделю)
- Математика (5 часов в неделю)
- Обществознание (2—4 часа в неделю)
- Физкультура (4 часа в неделю)
- Музыка (1 час в неделю)
- Искусство (1 час в неделю)
- Театральное искусство (1 час в неделю)
- Самостоятельная работа (1—2 часа в неделю)
- Английский язык (2—4 часа)

(Количество часов в неделю зависит от учителя)

### Дополнительные предметы
- Физика (3 часа в неделю, только для 5 и 6 классов)
- География (2 часа в неделю, только для 5 и 6 классов)
- История (2 часа в неделю, только для 3—6 классов)
- Религиоведение (1 час в неделю, только для 3—6 классов)
- Социология и политология (1 час в неделю, только для 5 и 6 классов)
- Второй иностранный язык (2 часа в неделю, только для 5 и 6 классов)[2]

### Система оценивания
- 1 класс: нет оценок
- 2 класс: нет оценок
- 3 класс: A — C (и редко D)
- 4 класс: A — C (и редко D)
- 5 класс: 1—10
- 6 класс: 1—10[2]

## Дополнительное среднее образование
Дополнительное среднее образование, в соответствии с образовательной реформой 1997 года, можно получить в двух типах образовательных учреждений: общем лицее (с 1997 назывались греч. Ενιαίο Λύκειο, в 2006 году переименованы в греч. Γενικό Λύκειο) и заведениях профессионально-технического образования (греч. Τεχνικό Επαγγελματικό Εκπαιδευτήριο — техникумах). 
Продолжительность обучения в общем лицее составляет 2 или 3 года, а в техникуме;— 3 года. Аттестат общего лицея лишь удостоверяет завершение курса среднего образования, аттестат техникума даёт право трудоустройства по специальности. При этом сохраняется возможность взаимного перехода учащихся из одного заведения в другое. 
К образовательным учреждениям дополнительного среднего образования также относятся институты профессиональной подготовки (греч. Ινστιτούτο Επαγγελματικής Κατάρτισης), которые предоставляют официальное, но неклассифицированное образование, поскольку они принимают как выпускников гимназий, так и лицеев.

## Частные школы
В Греции функционируют множество частных школ, в которых учатся 6 % учащихся начальной и средней школы (самый высокий процент в Евросоюзе). Стоимость обучения в частной школе составляет от 1500 евро в год.

## Высшее образование

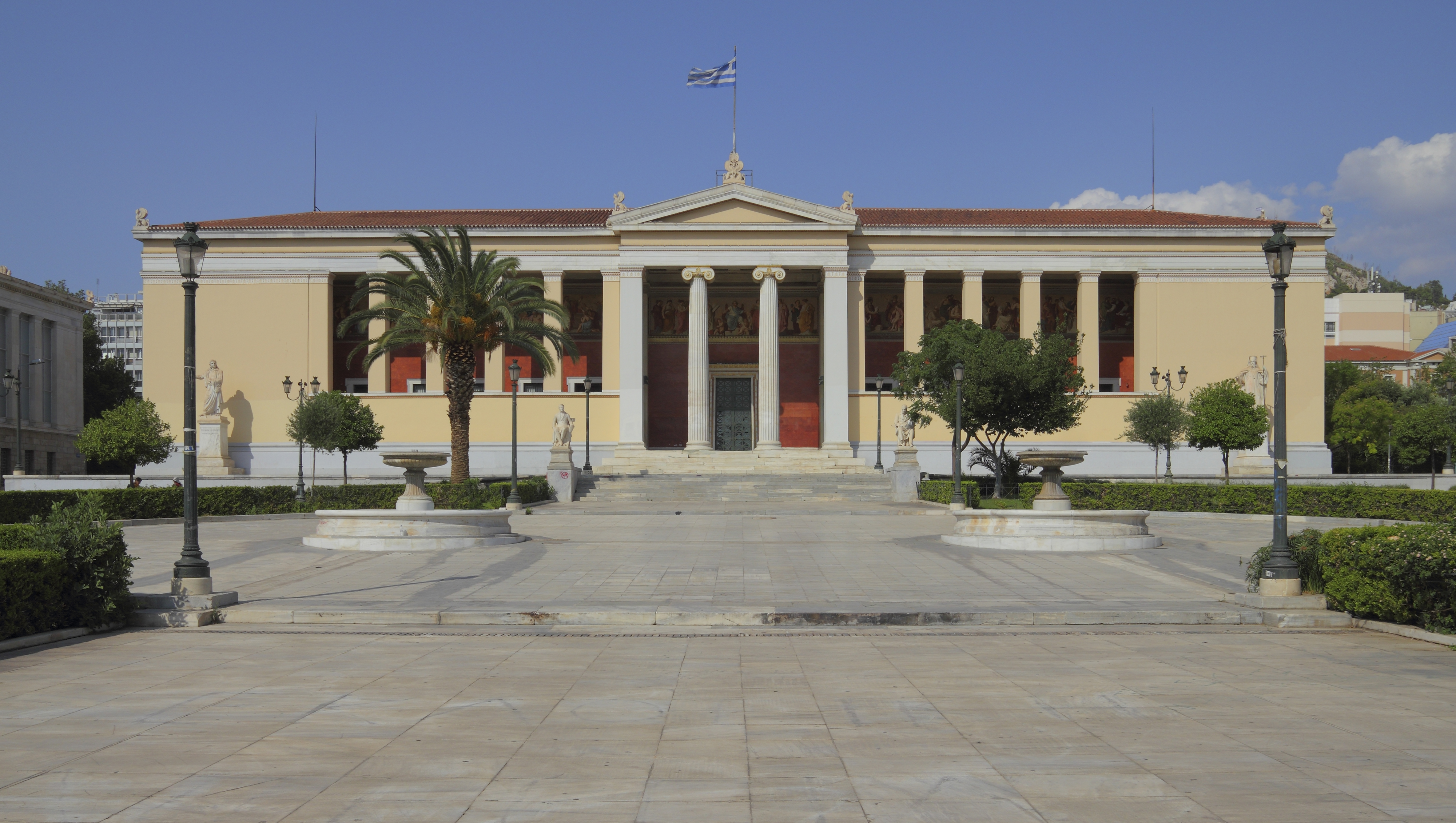
Исторический корпус Афинского университета по улице Панепистимиу

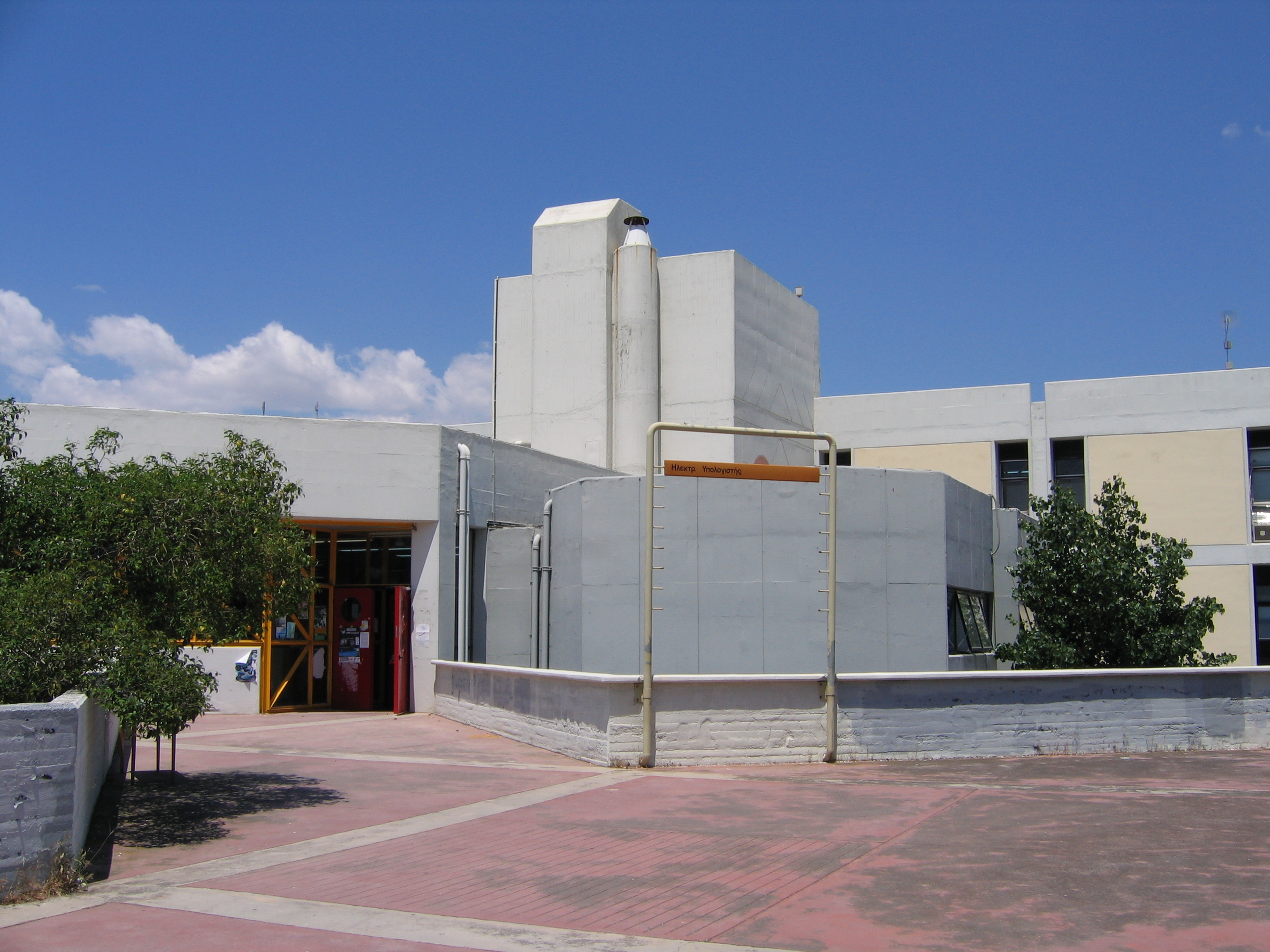
Центральный вычислительный центр Афинской политехники в Зографу

Согласно действующей Конституции Греции (ст. 16.8), создание негосударственных высших учебных заведений в стране запрещено (на 2024 год имеются планы правительства разрешить частные университеты). 
Государственное высшее образование можно получить в университетах и институтах технического образования (греч. Τεχνολογικό Εκπαιδευτικό Ίδρυμα). Вступить в них можно по результатам экзаменов после второго или третьего класса лицея. Кроме того, в возрасте 22-х полных лет в результате жеребьёвки можно стать студентом Греческого открытого университета. 
Учебный год в университетах продолжается в Греции с 1 сентября по 21 июня, в то время как собственно преподавание начинается 11 сентября и заканчивается 15 июня. На протяжении года есть длительные каникулы, приуроченные к Рождественским праздникам и Пасхе, их суммарная продолжительность не превышает 4 недель. 
Среди самых престижных университетов Греции: Национальный университет имени Каподистрии, Афинский национальный технический университет, Университет Аристотеля, Афинский университет экономики и бизнеса, Афинский аграрный университет, Афинская школа искусств, Университет Пантеон, Университет Пирея, Университет Центральной Греции, Университет Македонии, Международный греческий университет.

## Реформы

Логотип Министерства образования Греции

Государственные расходы на начальное образование в Греции в 2008 году составили 2 097 154 000 евро, на среднее образование — 2 523 807 650 евро; на высшее университетское образование — 1 078 554 000 евро и на институты технического образования — 409 576 000 евро. В среднем ежегодные расходы на образование составляют 4,4 % от ВВП, по этому показателю Греция занимает 92 место в мире.
В 2010 году правительство Греции объявило о начале радикальных реформ в области образования, призванных способствовать открытости и интернационализации высших учебных заведений, расширить возможности ученического и студенческого самоуправления. Кроме того, к учебному 2013—2014 году планировалось открыть первые школы продлённого дня и онлайн-школы.